# Postmoderne
Die Postmoderne (von lateinisch post ‚hinter‘, ‚nach‘) ist im allgemeinen Sinn der Zustand der abendländischen Gesellschaft, Kultur und Kunst „nach“ der bis in die Gegenwart andauernden Moderne.
Im engeren Sinn ist die Postmoderne eine umstrittene politisch-wissenschaftlich-künstlerische Richtung, die sich gegen bestimmte Institutionen, Methoden, Begriffe und Grundannahmen der Moderne wendet und diese aufzulösen und zu überwinden versucht, dann auch Postmodernismus genannt.
Die Vertreter des Postmodernismus kritisieren das Innovationsstreben der Moderne als lediglich habituell und automatisiert (Sozialkonstruktivismus). Sie bescheinigen der Moderne ein illegitimes Vorherrschen eines totalitären Prinzips, das auf gesellschaftlicher Ebene Züge von Despotismus in sich trage und das bekämpft werden müsse. Maßgebende Ansätze der Moderne seien eindimensional und gescheitert (Nihilismus). Dem wird die Möglichkeit einer Vielfalt gleichberechtigt nebeneinander bestehender Perspektiven gegenübergestellt (Relativismus). Mit der Forderung nach einer prinzipiellen Offenheit von Kunst wird auch kritisch auf die Ästhetik der Moderne Bezug genommen.
Die Diskussion über die zeitliche und inhaltliche Bestimmung dessen, was genau postmodern bzw. postmodernistisch sei, wird etwa seit Anfang der 1980er Jahre geführt. Postmodernes Denken will nicht als bloße Zeitdiagnose verstanden werden, sondern als kritische Denkbewegung, die sich gegen Grundannahmen der Moderne wende und Alternativen aufzeige.

## Überblick
Prägend für den Begriff war Jean-François Lyotards (1924–1998) Bericht Das postmoderne Wissen aus dem Jahr 1979, in dem er die philosophischen Systeme der Moderne für gescheitert erklärt. Bekannt wurde die Rede des französischen Philosophen und Literaturtheoretikers vom Ende der großen Erzählungen, worin sich auch die Kernthese seiner Diagnose ausdrückt: Lyotard spricht nicht von philosophischen Systemen, sondern von „Erzählungen“. Die einzelnen modernen „Erzählungen“ legten, so Lyotard, der Welterklärung jeweils ein zentrales Prinzip zugrunde (z. B. Gott oder das Subjekt), um auf dieser Grundlage zu allgemeinen Aussagen zu kommen. Damit scheiden sie jedoch das Heterogene aus oder zwingen das Einzelne unter eine allgemeine Betrachtungsweise, die gewaltsam dessen Besonderheiten einebnet. Lyotard setzt an die Stelle eines allgemeingültigen und absoluten Erklärungsprinzips (Gott, Subjekt, Vernunft, Systemtheorie, marxistische Gesellschaftstheorie etc.) eine Vielzahl von Sprachspielen, die verschiedene „Erzählungen“, also Erklärungsmodelle, anbieten. Lyotard wendet sich also nicht gegen Rationalität im Allgemeinen, sondern gegen eine bestimmte historische Form der Rationalität, die auf der Ausgrenzung des Heterogenen basiert.
Dies hat gesellschaftliche Konsequenzen: Dienten in der Moderne die Metaerzählungen noch dazu, gesellschaftliche Institutionen, politische Praktiken, Ethik und Denkweisen zu legitimieren, so geht in der Postmoderne dieser Konsens verloren und löst sich auf in eine Vielzahl von nicht miteinander zu vereinbarenden Wahrheits- und Gerechtigkeitsbegriffen. Zugleich nimmt eine tolerante Sensibilität für Unterschiede, Heterogenität und Pluralismus zu und damit die Fähigkeit, die Unvereinbarkeit der Sprachspiele zu ertragen.
Die im Anschluss an Lyotard geführte Diskussion um die Epochendiagnose der Postmoderne, die in den 1980er-Jahren sehr intensiv und mit großer Aufmerksamkeit in der intellektuellen Öffentlichkeit geführt wurde, ist seit 1989 erlahmt oder verlagerte sich auf andere Gebiete, wie den Streit um Francis Fukuyamas These vom Ende der Geschichte. Der Begriff beginnt außerdem den festen Charakter einer Epochenbezeichnung zu verlieren, was u. a. daran liegt, dass einige seiner Vertreter auch Verbindungen zur Moderne pflegen. Von anderen, wie beispielsweise Umberto Eco (1932–2016), wurde dagegen versucht, den Begriff von jeglicher Beziehung zur Moderne zu befreien und ihn als allgemeines künstlerisches Streben zu propagieren, das in jeder historischen Epoche auftreten kann.

## Begriffsgeschichte

### Ursprünge
Mit dem Begriff Postmoderne, um 1870 erstmals verwendet, wurde von verschiedenen Autoren versucht, sehr heterogene gesellschaftliche und kulturelle Entwicklungen zu fassen und teilweise auch zu bewerten. Um 1870 schlug der englische Salonmaler John Watkins Chapman vor, einen postmodernen Malstil (postmodern style of painting) zu entwickeln, der moderner sein sollte als jener der französischen Impressionisten.
Im Jahre 1917 gebraucht der deutsche Schriftsteller und Philosoph Rudolf Pannwitz den Begriff bereits als philosophisch geprägten „Kulturbegriff“.
Wenige Jahre später, im Jahre 1926, beschreibt der amerikanische Theologe Bernard Iddings Bell eine neue religiöse Spiritualität, die sich im Rahmen des christlichen Bekenntnisses neuen Forschungserkenntnissen öffnen sollte, als „Postmodernismus“.
Ausschließlich literarisch nutzt der spanische Literaturwissenschaftler Federico de Onís den Begriff im Jahre 1934. Er bezeichnet als „Postmodernismo“ eine Zwischenperiode der hispanisch-amerikanischen Dichtung in den Jahren von 1905 bis 1914, die geprägt sei von einer kurzzeitigen, rückwärtsgewandten Abwendung von der Moderne als Zwischenphase vor einer erneuten, gesteigerten Hinwendung zur Moderne.
1947 beschreibt der britische Kulturtheoretiker und Geschichtsphilosoph Arnold J. Toynbee eine Phase der Kultur als „post-modern“, deren Beginn er 1875 ansetzt: die Postmoderne in diesem Sinne ist durch eine frühe Politik des Denkens in globalen Zusammenhängen gekennzeichnet und unterscheidet sich von dem vorherigen Politikverständnis in der Überwindung der nur nationalen Perspektive. Nach Toynbee wird mit der Postmoderne die Spätphase der abendländischen Kultur eingeleitet.
Im nordamerikanischen Literaturdiskurs des Jahres 1959 bezeichnet der US-amerikanische Literaturwissenschaftler Irving Howe die Gegenwartsliteratur der Postmoderne als Verfallsphänomen einer Moderne, die durch mangelnden Neuerungswillen geprägt sei. Howe verwendet den Begriff „Postmoderne“ hier erstmals im heutigen Sinne. Die Umwertung erfolgte besonders in den 1960er Jahren durch Irving Howe selbst sowie durch Harry Levin, vor allem aber auch durch Susan Sontag und Leslie Fiedler.
Auf Architektur und Urbanistik übertragen wurde der Begriff 1977 durch den US-amerikanisch-britischen Architekten und Architekturtheoretiker Charles Jencks (1939–2019). Unter dem Einfluss des Strukturalismus und unter Nutzung von Schlüsselbegriffen der Semiotik entwickelte er einen theoretischen Rahmen für Beurteilungen. Dem Funktionalismus der Moderne bescheinigte er, eine kommunikative Verbindung zu den Menschen verloren zu haben. Eine Reihe von Strömungen, die diese Verbindung wieder entwickelten, bezeichnete er als postmoderne Architektur.
Fast allen von diesen Ansätzen in Kunst, Kulturgeschichte, Philosophie, Theologie und Literatur war gemeinsam, dass sie ein jeweils spezifisches Unbehagen an der Moderne und ihren Entwicklungen formulierten und daraus Konsequenzen entwickelten. Ihren Abschluss fand diese erste Formationsphase mit Howe, dessen Konzeption als grundlegend für die weiteren Entwicklungen gesehen werden kann.
Für die Theoriebildung und Methodenfindung späterer Vertreter der Postmoderne sind französische Philosophen wichtig wie Michel Foucault, Jacques Derrida und Roland Barthes, die mit Dekonstruktivismus, Poststrukturalismus und Diskursanalyse neue analytische Methoden entwickelten, aber auch die französische Psychoanalytikerin, Luce Irigaray, die auf Basis der Arbeiten des Psychoanalytikers Jacques Lacan die feministische Theoriebildung vorantrieb. Viele dieser Theoretiker stehen jedoch dem Begriff Postmoderne kritisch gegenüber (→ Kritik).

### Begriffsbildung
Von „der Postmoderne“ als einer unter diesem Begriff fassbaren geistig-kulturellen Bewegung zu sprechen wird trotz der benannten Vorläufer erst durch den französischen Philosophen und Literaturtheoretiker Jean-François Lyotard mit seiner Schrift Das Postmoderne Wissen populär. Das Werk wird 1979 erstmals veröffentlicht. Es war ursprünglich als Studie über die Rolle des Wissens in postindustriellen Gesellschaften für die kanadische Regierung geschrieben worden. Hier bereitet Lyotard mit seiner These des Endes der großen Erzählungen die Basis für viele Entwicklungen in Philosophie, Kunst, Kultur, sowie den Gesellschaftswissenschaften: „In äußerster Vereinfachung kann man sagen: ‚Postmoderne‘ bedeutet, dass man den Meta-Erzählungen keinen Glauben mehr schenkt.“
Nach Lyotard gibt es drei große Meta-Erzählungen:
- Aufklärung
- Idealismus
- Historismus

Diese bilden in der Postmoderne keine vereinheitlichende Legitimation und Zielorientierung mehr. Die Emanzipation des Individuums, das Selbstbewusstsein des Geistes, das im Sinne des deutschen Philosophen des Idealismus Georg Wilhelm Friedrich Hegel in eine Ganzheitsideologie mündet, und die Idee eines sinnhaften Fortschritts der Geschichte hin zu einer Utopie sind die großen Erzählungen, denen man nicht mehr glauben kann. Folglich kann es auch kein Projekt der Moderne mehr geben, keine große Idee von Freiheit und Sozialismus, der allgemeine Geltung zu verschaffen ist und der sich alles gesellschaftliche Handeln unterzuordnen hat.
Es gibt keine übergeordnete Sprache, keine allgemeinverbindliche Wahrheit, die widerspruchsfrei das Ganze eines formalen Systems legitimiert. Wissenschaftliche Rationalität, sittliches Handeln und politische Gerechtigkeitsvorstellungen spielen je ihr eigenes Spiel und können nicht zur Deckung gebracht werden.
In systematischer Hinsicht stellt Lyotard heraus, dass theoretische und praktische Vollzugsformen von „Vernunft“ unvermittelbar seien. In seinem systematischen Hauptwerk „Der Widerstreit“ bezieht Lyotard dies besonders auf die Funktionsweisen sprachlicher Verknüpfungsoperationen. Weder theoretische noch praktische Vernunft könnten für eine Brückenbildung aufkommen, allenfalls ein kunstvolles Interchangieren sei möglich und müsse sich einer „ästhetischen“ Urteilskraft bedienen, für die wesentlich sei, fortwährend auf Regelsuche für ihre eigene Operationsweise zu sein. Bekannt unter anderem dafür wurde das Bild der Kreuzfahrt in einem zerklüfteten Archipel.
Lyotard selbst und auch andere meinen, hier an Ideen Wittgensteins bezüglich spezifischer Verfahrensweisen in spezifischen „Sprachspielen“ anknüpfen zu können, welche, jedenfalls dieser Akzentuierung zufolge, Kommunikation über deren Sprachspielgrenzen hinaus prinzipiell ausschlössen (dass dieser etwas assoziative Anschluss mit Wittgensteins Texten verträglich wäre, wird jedoch von vielen Experten bezweifelt). In ähnlichem Sinne wird, teils im Anschluss an den US-amerikanischen Physiker, Wissenschaftsphilosoph und Wissenschaftshistoriker Thomas S. Kuhn (der sich jedoch auf die Dynamik wissenschaftlicher Theorien bezogen hatte), auch für unterschiedliche Sprachspiele, Kulturen und kleinteiligere „Diskurse“ von „Inkommensurabilität“, also dem Fehlen eines gemeinsamen Maßes, gesprochen.
In der Diagnose der Zerklüftetheit „der“ Vernunft jedenfalls spitzt Lyotard Brüche und Antinomien weiter zu, die er selbst beispielsweise in der Konfiguration des kantischen Denkens ausmacht, welchem er teils recht detaillierte Studien widmete. Denn schon Kant sah eine Vermittlung zwischen den Reichen der Notwendigkeit (in der theoretisch erfassten Natur) und der (praktischen) Freiheit allenfalls über die (ästhetische) Urteilskraft, hatte aber beispielsweise betont, zumindest das ästhetisch Schöne gebe dem Subjekt ein Einheitsversprechen. Dieses Versprechen wird für Lyotard allerdings durch die im „Erhabenen“ erscheinende Kluft unterminiert. Lyotards diesbezügliche Interpretationen von Kants Kritik der Urteilskraft und ihre Anwendung etwa auf die Werke Barnett Newmans erzielten zeitweise hohe Aufmerksamkeit.

## Elemente
In der Postmoderne steht nicht die Innovation im Mittelpunkt des (künstlerischen) Interesses, sondern eine Rekombination oder neue Anwendung vorhandener Ideen. Die Welt wird nicht auf ein Fortschrittsziel hin betrachtet, sondern vielmehr als pluralistisch, zufällig, chaotisch und in ihren hinfälligen Momenten angesehen. Ebenso gilt die menschliche Identität als instabil und durch viele, teils disparate, kulturelle Faktoren geprägt. Massenmedien und Technik spielen eine wichtige Rolle als Träger und Vermittler von Kultur (siehe auch Medientheorie).
Die postmoderne Kunst zeichnet sich unter anderem aus durch den erweiterten Kunstbegriff und zitathafte Verweise auf vergangene Stile, die teils ironisch in Szene gesetzt werden. Wo die Ironie misslingt oder nicht vorliegt, lässt sich die ganze Richtung mit dem Eklektizismus vergleichen.
Elemente postmodernen Denkens und Urteilens sind:
- Absage an den seit der Aufklärung betonten Primat der Vernunft (ratio) und an die Zweckrationalität (die bereits in der Moderne erschüttert wurden)
- Verlust des autonomen Subjekts als rational agierende Einheit
- Neue Hinwendung zu Aspekten der menschlichen Affektivität und Emotionalität
- Ablehnung oder kritische Betrachtung eines universalen Wahrheitsanspruchs im Bereich philosophischer und religiöser Auffassungen und Systeme (sog. Metaerzählungen oder Mythen wie Moral, Geschichte, Gott, Ideologie, Utopie, Religion, aber auch – insofern sie einen Wahrheits- oder Universalitätsanspruch trägt – Wissenschaft)
- Verlust von Solidarität, traditionellen Bindungen und eines allgemeinen Gemeinschaftsgefühls
- Sektoralisierung des gesellschaftlichen Lebens in eine Vielzahl von Gruppen und Individuen mit einander widersprechenden Denk- und Verhaltensweisen, Fragmentierung kollektiver Identitäten
- Autonomieverlust und Entdifferenzierung der in der Moderne ausdifferenzierten gesellschaftlichen Subsysteme, im Kulturbereich bis hin zur „Implosion“ (Baudrillard) der traditionellen Kultur ins Soziale
- Auflösung intellektueller und Delegitimierung politischer Avantgarden
- Versuche der Abkehr von ethno- und androzentrischen Konzepten
- Toleranz, Freiheit und radikale Pluralität in Gesellschaft, Kunst und Kultur
- Dekonstruktion, Mixing von Codes als (neue) Kulturtechniken
- Verwendung von Bildern anstelle von Worten, figurale statt diskursiver Kultur
- Zunehmende Zeichenhaftigkeit der Welt (siehe auch Semiotisches Dreieck und Jean Baudrillard): Problematisierung und Abkehr von der Realität und Hinwendung zu den Repräsentationen, die die Realität verdecken und sozial bedeutsamer werden als diese[18]

Vorherrschende Methoden der postmodernen Kultur- und Geisteswissenschaft sind die Diskursanalyse und der Dekonstruktivismus.
- Zu den philosophischen Grundlagen der Dekonstruktion vgl. den Hauptartikel Jacques Derrida.

## In Musik, Sport, Kunst, Architektur und Literatur

### Musik
Der Musikwissenschaftler Jörg Mischke versteht unter Postmoderne eine deutlich gewachsene Pluralität gewachsener Denk- und Handlungsmöglichkeiten in der Musik, die mit der Pluralisierung von Lebensstilen einhergeht. Techniken wie Collage, Crossover, Montage und Pastiche können zur musikalischen Postmoderne gerechnet werden. Zur musikalischen Postmoderne zählt auch der Bruch mit kompositorischen Traditionen wie Atonalität, Serialismus, Zwölftontechnik oder auch die Übernahme postmoderner Diskurse in die Musik, z. B. bei postfeministischen Riot-Grrrl-Bands.
Nach Jonathan Kramer gibt es 16 verschiedene Charakteristiken postmoderner Musik, beispielsweise: Traditionsbruch, Ironisierung, Grenzüberschreitung, Verachtung für musikalische Dogmen, Fragmentarisierung, Musikzitate, Eklektizismus, Diskontinuität, spielerischer Umgang mit Traditionen, Vieldeutigkeit. Die Verwendung des Begriffes Postmoderne zur Beschreibung musikalischer Stilistiken und Erscheinungsformen ist allerdings umstritten.
Als typische Vertreter einer musikalischen Postmoderne werden mit sehr unterschiedlichen Ausdrucksformen unter anderen Laurie Anderson, Luciano Berio, John Cage , Steve Reich, Philip Glass, John Adams, Michael Gordon, Sofia Gubaidulina, Charles Ives, Gija Kantscheli, Krzysztof Penderecki, Olga Neuwirth, Arvo Pärt, Alfred Schnittke, Jóhann Jóhannsson, King Crimson, The Cinematic Orchestra, Bugge Wesseltoft, Nils Frahm, Ólafur Arnalds, The Necks, Nik Bärtsch, Max Richter, Hans Florian Zimmer, John Rutter, Amon Tobin, Frank Zappa, John Zorn und Valentin Silvestrov genannt. Die Postmoderne hat sich in nahezu allen Genres in der Musik niedergeschlagen, wie orchestrale, notierte Musik, Improvisationsmusik, Jazz, Rock, Pop, Filmmusik und elektronische Musik. Bisweilen gehören ganze Genres dazu, wie Post-Rock, Minimal Music, Nu Jazz oder EDM. In der Neuen Musik ist besonders Berios Sinfonia von 1968–69 (dritter Satz) bekannt geworden.

### Sport
Mit der Zulassung von Berufssportlern zu den Olympischen Spielen wurde seit 1981 die lange vorherrschende Ideologie des Amateurs beendet, wodurch sich eine der traditionellen Definitionen von Sport auflöste; mit der Selbstauflösung des Ostblocks entfiel eine der wesentlichen Begründungen der staatlichen Finanzierung des Spitzensport in den westlichen Ländern. Dieser Wegfall der meta-narrativen Strukturen wurden in Sport und Sportwissenschaft mit der Postmoderne identifiziert. Auch das Doping-Dilemma, bei dem die Entscheidung für Fair Play den Abbau der Chancengleichheit bedeuten kann und Berufssportler bestimmte Medikamente nicht nehmen dürfen, die im Ballett selbstverständlich sind, ist mit dem Aufkommen der Postmoderne identifiziert worden. Selbst die Olympischen Spiele 1936 sind schon mit der Postmoderne in Zusammenhang gebracht worden, da sie einerseits in jedem Land anders wahrgenommen wurden und andererseits Pierre de Coubertin in einem Interview unmittelbar nach den Spielen sagte, es sei doch egal, ob man Propaganda für ein politisches System (1936) oder für schönes Wetter (Südkalifornien, 1932) mache. Entscheidend sei, dass die Spiele großartig gefeiert würden. Eine solche Ablehnung von meta-narrativen Erklärungsversuchen ist symptomatisch für die Postmoderne. Phillips geht noch einen Schritt weiter, indem er dem gesamten positivistischen Ansatz der Sportgeschichtsschreibung den Dekonstruktivismus der Postmoderne entgegenhält.

### Kunst

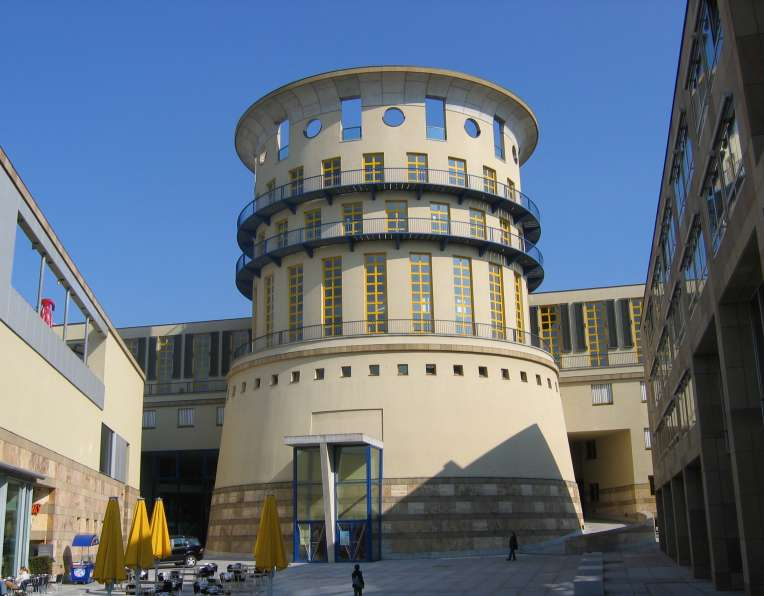
Hochschule für Musik und Darstellende Kunst Stuttgart (1994)

Die späte oder „Hochmoderne“ (highly modernist art, Jameson) hatte mit dem Realismus der bildenden Kunst gebrochen, indem sie die Repräsentation der Realität erfolgreich destabilisierte, z. B. durch ihren Minimalismus, ihr Streben nach Singularität, durch Pop Art und den Fotorealismus. Hingegen problematisiert und destabilisiert die Postmoderne die Realität selbst, deren Objekte ihre Rolle als Träger und Stifter sozialer Bedeutung verlieren. Postmoderne Kunst durchbricht die Schranken zwischen Kunstwerk, Autor und Betrachter, zwischen Hochkultur und Massenkultur und zwischen den Genres, z. B. in Form der Performance, und sogar zwischen Werbung und Kunst. Wies die Moderne jedem durch seinen Konsum spezifischer kultureller Objekte einen Ort in der gesellschaftlichen Kultur(hierarchie) zu, hat sie also eine soziale Distinktionsfunktion, bringt die Postmoderne eine Vielzahl nicht-hierarchischer Differenzen und fragmentierter Identitäten zum Ausdruck, welchen gegenüber sie sich tolerant verhält. Anders als teure Ölbilder sind Symbole unbeschränkt konsumierbar; ihr Konsum kann nicht so leicht sozial eingeschränkt werden; das Internet erleichtert ihre Verbreitung. Sie nehmen zwar Bezug auf das Soziale, repräsentieren aber nicht.

### Architektur
Im Bereich der Architektur kann die Postmoderne als Ablehnung des Verbindlichkeitsanspruchs der Stilmerkmale des modernen Funktionalismus verstanden werden. Vorherrschend ist eine eklektische Grundhaltung, die ironisch und spielerisch mit historischen Bauformen umgeht („Collagearchitektur“).

## Politikwissenschaft
In der Politikwissenschaft und hier vor allem in den Internationalen Beziehungen sind postmoderne Ansätze, etwa im Vergleich mit realistischen oder liberalen, eine sehr junge Form der Theoriebildung. Postmoderne Ansätze haben zwei zentrale Charakteristika:
1. den Fokus auf die Analyse von Texten und anderen Veröffentlichungen, wie Bildern und Symbolen, anstatt auf die Geschehnisse selbst.[40]
2. die Skepsis gegenüber „objektiven“ Wahrheiten oder Kategorisierungen.

„Denn wenn das, was wir von Ereignissen wissen, diskursiv vermittelt ist, dann gibt es immer mehr als eine Version dieser Ereignisse.“
Welche Form des Diskurses die überlegene ist, ist auf der einen Seite eine Frage von Macht. In anderen theoretischen Ansätzen, etwa beim Realismus, ist diese Macht den Staaten vorbehalten. Wer auf dem internationalen Parkett besser positioniert ist (etwa durch Ressourcen), dominiert. Postmoderne Ansätze gehen dagegen nicht nur davon aus, dass diskursive Repräsentationen Ausdruck von Macht sind, sondern der Diskurs an sich ist eine Form der Machtausübung. Diese ist nicht an einen Teilnehmer des Diskurses gebunden, sondern erstreckt sich über den gesamten Kontext der Handlung.
Insofern mit „postmodern“ auch eine politische Haltung gekennzeichnet wird, meint dies eine gegenüber politischen Institutionen und Prozessen eher kritische, Bekenntnisse und Ideologien ablehnende individualistische Position.

## Geschichtsschreibung
Der Grundgedanke der postmodernen Theorie der Geschichtsschreibung ist die Leugnung ihres Wirklichkeitsbezugs. Roland Barthes und Hayden White betonten, dass sich Geschichtsschreibung nicht von Dichtung unterscheide, und selbst Dichtung sei. White wollte in seinem Buch „Metahistory. Die historische Einbildungskraft im 19. Jahrhundert in Europa“ aufzeigen, dass es kein geschichtswissenschaftliches Wahrheitskriterium gibt. Zwar könne Geschichtsschreibung aus Quellen Tatsachen ermitteln, aber jede Verknüpfung zu einer zusammenhängenden Darstellung werde von ästhetischen und moralischem, nicht von wissenschaftlichen Erwägungen bestimmt. Für ihn sind historische Erzählungen sprachliche Fiktionen, deren Inhalt ebenso erfunden wie vorgefunden ist.

## Kritik
Die Postmoderne wendet sich gegen unterschiedlichste Grundannahmen der Moderne insbesondere ideologischer, aber auch kultureller Art. Postmoderne Philosophen sahen sich nicht zuletzt gerade deswegen heftiger Kritik ausgesetzt. Der Soziologe Lothar Bossle kam 1992 zu dem Schluss, dass „im Begriff der Postmoderne alle Trends in ihren Gegensätzlichkeiten zusammengebunden, in ihrem oberflächliche Quasicharakter, in ihren Untiefen und Abgründen zusammengebunden“ worden seien.

### Kritik seitens Vertretern des wissenschaftlichen Realismus
Der wissenschaftliche Realismus wirft Vertretern der Postmoderne vor, die Institutionen der Wissenschaft zur Verbreitung politischer Ansichten zu missbrauchen. Inhaltlich wurde an Positionen der Postmoderne ein Hang zum Irrationalismus kritisiert sowie eine Leugnung der Tatsache, dass naturwissenschaftliche Theorien durch Beobachtungen wohlbegründet seien und daher beanspruchen könnten, die Realität objektiv zu beschreiben. In eine ähnliche Richtung zielen auch der von Tom Nichols konstatierte Tod des Expertentums sowie die Klagen über die zunehmende Verbreitung von Fake News und Verschwörungstheorien durch selbsternannte Experten.

### Kritik an der Methodik
Berühmt ist die so genannte Sokal-Affäre, in der Social Text, eine postmoderne Zeitschrift ohne Peer-Review, einen Artikel zur Veröffentlichung akzeptierte, der absichtlich nur aus unsinnigen Aussagen bestand. In dem Artikel gehe es – so die Aussage des Autors Alan Sokal in der Inhaltsangabe – um die Weiterentwicklung postmoderner Konzepte unter Berücksichtigung neuer Entwicklungen der Quantengravitation. Der Artikel lehnte sich sprachlich an die Arbeiten Baudrillards an und kam als postmoderne Kritik am wissenschaftlichen Realismus daher, um auf das postmoderne Publikum sympathisch zu wirken. Laut Sokal zeige das Gelingen dieses Versuchs mangelhafte intellektuelle Standards und Missbrauch mathematisch-naturwissenschaftlicher Metaphern in der postmodernen geistes- und sozialwissenschaftlichen Szene.

### Kritik durch Foucault
Auch viele spätmoderne Philosophen, die hin und wieder der Strömung der „Postmoderne“ zugerechnet werden, haben sich hierzu kritisch geäußert. So hebt beispielsweise Michel Foucault eine „zu bekämpfende Tendenz“ hervor, „das gerade Geschehene zum Hauptfeind zu erklären, als ginge es immer nur darum, sich von der Hauptform der Unterdrückung zu befreien“. Gegen Lyotard erklärt Foucault sich „vollkommen einverstanden“ mit dem „von Habermas aufgeworfene(n) Problem: Wenn wir zum Beispiel das Werk von Kant oder Weber aufgeben, laufen wir Gefahr, der Irrationalität zu verfallen“. Stattdessen fordert Foucault, „möglichst nahe an“ der Frage nach der Beschaffenheit und Genese der Vernunft zu bleiben, „die wir benutzen“. Weit entfernt davon zu meinen, „die Vernunft sei der Feind, den wir beseitigen müssten“, geht es Foucault um die Akzeptanz einer „Drehtür der Rationalität“, insofern selbst exemplarische Formen der Irrationalität wie jene des Rassismus sich als eine Form „strahlender Rationalität“ darstellten, in diesem Fall jener des Sozialdarwinismus.

### Politische Kritik
Klassische politische Ideologien wie Konservatismus und Liberalismus und Teile der politischen Linken lasten dem postmodernen Denken als Defizit eine Beliebigkeit zu wichtigen Fragen in Kultur und Gesellschaft an. Seyla Benhabib kritisiert beispielsweise, dass „postmoderne Positionen nicht nur das Spezifische der feministischen Theorie auslöschen, sondern sogar das Emanzipationsideal der Frauenbewegung schlechthin in Frage stellen [könnten]“.
Auch von Seiten der Kritischen Theorie wurden ähnliche Einwände vorgetragen. Robert Kurz greift die Kulturalisierung und Ästhetisierung kapitalismusimmanenter Widersprüche durch den Postmodernismus an. Stefan Zenklusen bestreitet in subjekt- und sprachphilosophischer, soziologischer und politologischer Hinsicht die Gültigkeit der Grundannahme der „irreduziblen Pluralität“. Laut Samuel Salzborn gelingt es Postmodernisten, „Ideen fundamentaler Ungleichheit, wie sie in kulturalistischen Ansätzen generell verfochten werden, eine zunehmende Repräsentanz zu verschaffen“. Durch die Schaffung „gegenaufklärerischer Konzepte“ sei der emanzipatorische Anspruch der Begründer postmoderner Modernekritik in sein Gegenteil umgeschlagen.
Dagegen werden gerade von Teilen der Neuen Linken und in feministischen Debatten
postmoderne Ideen als produktiv für das Verständnis aktueller gesellschaftlicher Entwicklungen begriffen. Das gilt auch für die Infragestellung der in der Moderne verschärften Abgrenzung zwischen Hoch-, Massen- und Subkultur(en) und des damit verbundenen Elitarismus.

## Ende der Postmoderne?
Der deutsche Philosoph Markus Gabriel und sein italienischer Kollege Maurizio Ferraris postulierten 2011 das Ende der Postmoderne mit ihrem Nihilismus, Irrationalismus, Zynismus und ihrer Ironie: Die postmoderne Vorherrschaft der Interpretation gegenüber den Tatsachen werde durch einen Neuen Realismus (nuovo realismo) abgelöst. Für den deutschen Sprachraum hatten das Hans-Peter Müller und Jost Hermand bereits früher getan.
Im angelsächsischen Sprachraum gilt oft der 11. September 2001 als eine Zäsur, die das Ende der verspielten Ironie markierte. David Foster Wallace hatte sein Unbehagen über die in den USA medial allgegenwärtige und kommerzialisierte Ironie schon lange vorher formuliert; er hielt sie für einen Ausdruck der Selbstbanalisierung der Sprechenden und der Irrelevanz ihrer Äußerungen und forderte eine neue Ernsthaftigkeit und Aufrichtigkeit (new sincerity) der Literatur. Sein Roman Infinite Jest (1996; dt. Unendlicher Spaß, 2009) kann trotz seines streckenweise ironischen, nur teilweise realistischen Stils als Beispiel für die Überwindung postmoderner Ironie gelten; auch die Werke von Jonathan Franzen und Marilynne Robinson werden als literarische Beiträge zur neuen Ernsthaftigkeit und Aufrichtigkeit angesehen. Und schon Friedrich Schlegel wusste, dass man Ironie „doch eben auch überdrüssig wird, wenn sie uns überall und immer wieder geboten wird“.

## Ausstellungen
- 2023/2024: Alles auf einmal: Die Postmoderne 1967–1992. Bundeskunsthalle Bonn.